# مارفن رودريغيز
مارفن رودريغيز (بالإسبانية: Marvin Rodríguez)‏ (26 نوفمبر 1934 بسان خوسيه في كوستاريكا - 16 أكتوبر 2017) هو مدرب كرة قدم ولاعب كرة قدم كوستاريكي في مركز الوسط. شارك مع منتخب كوستاريكا لكرة القدم. أما مع النوادي، فقد لعب مع ديبورتيفو سابريسا وميونيسيبال ونادي ألاجولينسي.

## وصلات خارجية
- مارفن رودريغيز على موقع الاتحاد الدولي (مؤرشف)  (الإنجليزية)
- مارفن رودريغيز على موقع قاعدة بيانات كرة القدم.إي يو (الإنجليزية)
- مارفن رودريغيز على موقع ناشيونال فوتبول تيمز (الإنجليزية)